# Frans Emil Reinholdson
Frans Emil Reinholdson, född 26 februari 1878 i Karlskoga, död 6 april 1949 i Umeå, Västerbottens län, var en svensk folkmusiker.

## Biografi
Reinholdson föddes 26 februari 1878 på Bofors i Karlskoga. Han var son till valsarbetaren August Reinholdsson och Eva Johanna Ersdotter. Han började spela fiol vid 14 års ålder och lärde sig folkmusik av spelmännen Gustaf Sjöberg i Karlskoga, Fredbäck och Rös.
Reinholdson flyttade 1905 till Linköping och blev målarmästare i staden. Han bodde på Rosendal 2 i staden. År 1915 flyttade Reinholdson med familjen till Ramshäll 38. År 1916 flyttade familjen till Sandbäcksgatan 10. Reinholdson blev 1943 på Zornmärkesuppspelningen utnämnd till riksspelman. Han avled den 6 april 1949 i Umeå och är begravd där på Backens kyrkogård.

## Upptecknade låtar
- Vals i A-dur efter Fredrik Bernhard Lustig i Vårdsbergs socken.[9]
- Vals i D-dur efter Fredrik Bernhard Lustig i Vårdsbergs socken.[9]
- Vals i F-dur av Lars Erik Larsson.
- Östgöta vals Berglid i Bb-dur av Ludvig Granbom.
- Östgöta vals Alda i A-dur av Ludvig Granbom.
- Kinda vals i Bb-dur av Ludvig Granbom.
- Polska i C-dur av Ludvig Granbom.
- Polska i A-dur av Ludvig Granbom.
- Polska Slå i en sup i G-dur av Johan Lustig.
- Polska i A-dur av Carl Johan Nylén.
- Kinda polska i A-dur.
- Östgöta polska i A-dur. Variant efter Olof Styrlander.[9]
- Kadrilj i G-dur från Närke
- Vaggvisa Tuss luller i lull kok grytorna full i g-moll.
- Gånglåt Vad skall man göra i C-dur.
- Gånglåt Midsommarnatten då kärleken brände i G-dur.
- Gånglåt Lärkan spelar i skyn i G-dur. Från Karlskoga.

## Kompositioner
- Vals i Bb-dur.
- Vals i A-dur.
- Vals I skymning i F-dur.